# رومن بارده
رومن بارده (به فرانسوی: Romain Bardet) (زادهٔ ۹ نوامبر ۱۹۹۰) یک دوچرخه‌سوار حرفه‌ای فرانسوی است که اکنون برای تیم AG2R رکاب می‌زند. او در تور دو فرانس ۲۰۱۶ در رده‌بندی اصلی در مکان دوم ایستاد.

## فعالیت حرفه‌ای

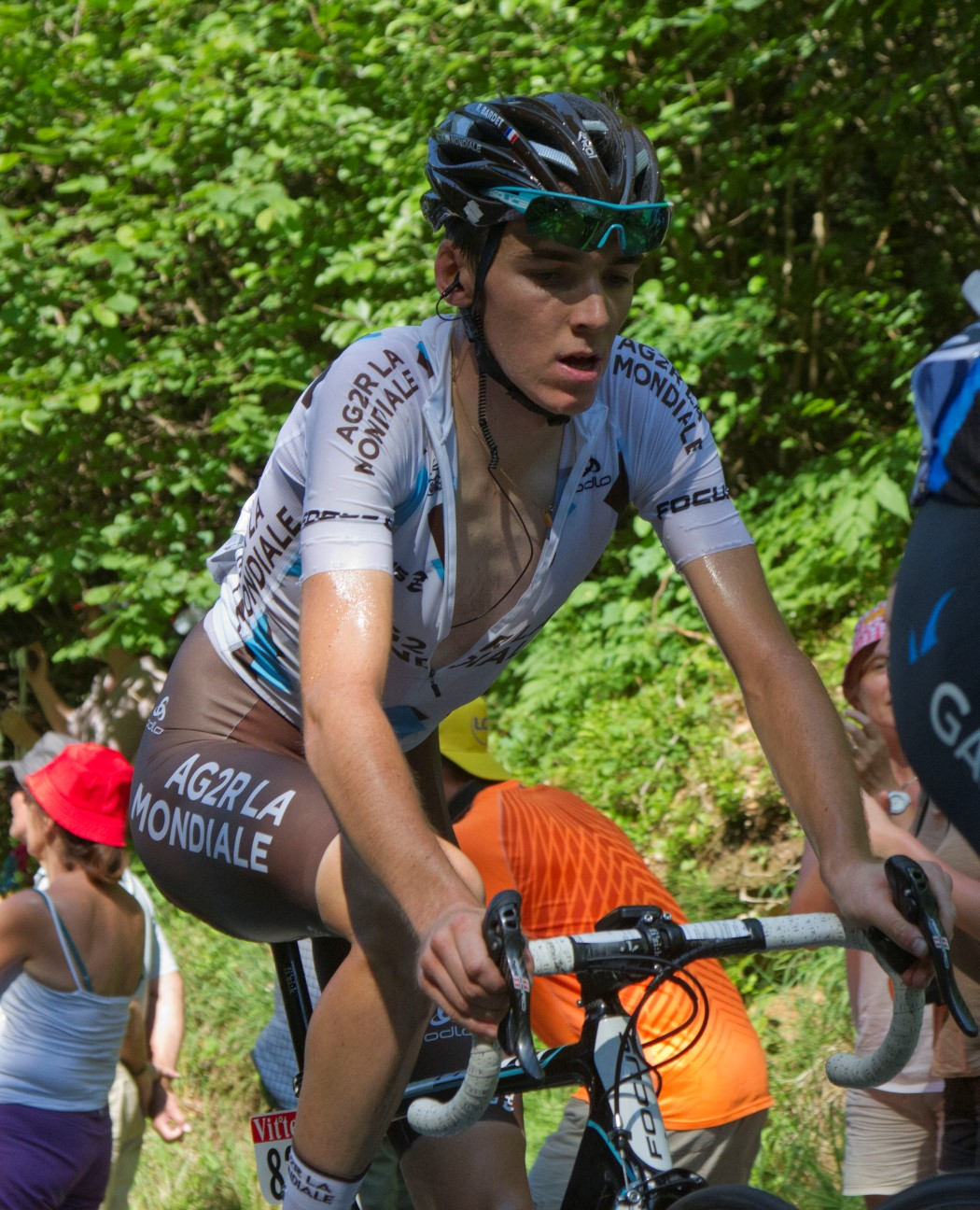
بارده در تور دو فرانس ۲۰۱۳

بارده در سال ۲۰۱۲ به دوچرخه‌سواری حرفه‌ای پیوست. در تور ترکیه ۲۰۱۲ در مکان پنجم قرار گرفت. در سال ۲۰۱۴، بارده در تور دو فرانس ششم شد. هم‌چنین چند روز پیراهن سفید (بهترین رکاب‌زن جوان) را بر تن داشت و در پایان تور، دومین رکاب‌زن جوان معرفی شد.
در ۲۳ ژوئیه ۲۰۱۵ بارده برندهٔ مرحلهٔ هیجدهم تور دو فرانس شد که نخستین پیروزی او در یک مرحلهٔ این تور بود. بارده در پایان آن تور، نهم شد و جایزهٔ مهاجم‌ترین رکاب‌زن را دریافت کرد.
بارده در سال ۲۰۱۶ در مرحلهٔ بیستم تور دو فرانس به پیروزی رسید و به رتبهٔ دوم صعود کرد. او در پایان تور، در رده‌بندی اصلی در جایگاه دوم ایستاد و پس از سال‌ها یک سکو برای فرانسه به دست آورد.

## زندگی شخصی
بارده در سال ۲۰۱۱ تحصیل در رشتهٔ مطالعات بازرگانی را در مدرسهٔ مدیریت گرنوبل به عنوان بخشی از برنامهٔ گرند اکول برای ورزشکاران سطح بالا آغاز کرد.